# Assurantiebeding
Een assurantiebeding is een hypotheekbeding waarin is bepaald dat de verzekeringsuitkering van een opstalverzekering ten goede komt aan de geldverstrekker indien het hypothecair onderpand geheel of gedeeltelijk verloren gaat. De verzekeringsuitkering dient (uitsluitend) ter aflossing van de restschuld. Sinds 1993 is een dergelijke gang van zaken in Nederland wettelijk geregeld, zodat het assurantiebeding normaliter niet meer in de hypotheekakte wordt opgenomen.